# Турков, Андрей Михайлович
Андрей Миха́йлович Турко́в (28 августа 1924, Мытищи, Московская губерния, РСФСР, СССР — 13 сентября 2016, Москва, Российская Федерация) — советский и российский литературный критик, литературовед.

## Биография
Мать — Ольга Осиповна Туркова, фармацевт, происходившая по материнской линии из многочисленного семейства потомственных дворян Краевских (двоюродная сестра академика Н. А. Краевского). Отца своего А. Турков не знал, мать ничего ему о нём не рассказала.
Осенью 1942 года поступил в Литературный институт им. А. М. Горького, но через несколько месяцев призван в армию. Участник Великой Отечественной войны (красноармеец дорожно-строительного батальона). Вернулся в Литинститут и окончил его в 1950 году. Работал в журналах «Огонёк», «Молодая гвардия» и «Юность», издательстве «Советский писатель», Литературном институте им. А. М. Горького. Член редколлегии журнала «Вопросы литературы».
Печатался с 1948 года. Автор публикаций о современной и русской литературе: более 1300 статей, рецензий, заметок и интервью в периодической печати, сборниках, энциклопедиях и учебниках, 27 книг и около 200 работ в сборниках и книгах других авторов — составление, вступительные статьи, предисловия, послесловия, подготовка текстов, примечания и комментарии. Особый интерес к творчеству А. Т. Твардовского, А. Блока, А. П. Чехова, М. Е. Салтыкова-Щедрина и поэтам военного поколения.
Умер в 2016 году. Похоронен на Востряковском кладбище.

## Сочинения
- Владимир Луговской. — М.: Знание, 1958. — 31 с. — (Серия 6 / Всесоюз. о-во по распространению полит. и науч. знаний; № 18).
- Александр Твардовский. — М.: Гослитиздат, 1960. — 191 с.
  - То же. 2-е изд. испр. и доп. — М.: Художественная литература, 1970. — 175 с.
- Николай Тихонов. — М.: Знание, 1960. — 38 с. — (Брошюры-лекции. Серия 6. Литература и искусство / Всесоюз. о-во по распространению полит. и науч. знаний; 23).
- Поэзия созидания: Литературно-критические статьи. — М.: Советский писатель, 1962. — 254 с.
- Салтыков-Щедрин. — М.: Молодая гвардия, 1964. — 367 с. — (Жизнь замечательных людей. Серия биографий; Вып. 8 (383)).
  - То же. [2-е изд., испр. и доп.]. — М.: Молодая гвардия, 1965. — 367 с. — (Жизнь замечательных людей. Серия биографий; Вып. 22 (383)).
  - То же. 3-е изд., доп. — М.: Советская Россия, 1981. — 301 с.
  - Ваш суровый друг. Повесть о М. Е. Салтыкове-Щедрине / [Предисл. Л. Лиходеева; Иллюстрации С. А. Коваленкова]. — [4-е изд., доп.]. — М.: Книга, 1988. — 318 с. — (Писатели о писателях).
  - Ваш суровый друг: Повесть о М. Е. Салтыкове-Щедрине. 5-е изд., испр. и доп. — М.: МИК, 2014. — 399 с.
- Николай Заболоцкий. — М.: Художественная литература, 1966. — 143 с.
  - То же. Изд. 2-е под названием — Николай Заболоцкий. Жизнь и творчество. — М., Просвещение, 1981. — 100 000 экз.
- От десяти до девяноста: О творчестве А. Я. Бруштейн. — М.: Детская литература, 1966. — 94 с.
- По дорогам и по страницам: Статьи. — М.: Советский писатель, 1968. — 208 с.
- Александр Блок. — М.: Молодая гвардия. 1969. — 317 с. — (Жизнь замечательных людей. Серия биографий; Вып. 15 (475)).
  - То же. 2-е изд., испр. — М.: Молодая гвардия, 1981. — 272 с. — (Жизнь замечательных людей. Серия биографий; Вып. 3 (475)).
  - То же. Изд. 3-е, испр. и доп. — М.: МИК, 2007. — 375 с.
- Исаак Ильич Левитан. — М.: Искусство, 1974. — 159 с. — (Жизнь в искусстве).
- Исаак Ильич Левитан. — М: Терра, 2001. — 255 с. — (Мастера).
- От Пушкина до Чехова: Из русской прозы XIX в.: [Для лиц, говорящих на англ. яз.] / Сост., авт. предисл. и критич. справок А. Турков. — М.: Русский язык, 1974. — 639 с.
  - То же. 2-е изд. — М.: Русский язык, 1983. — 447 с.
- От Пушкина до Чехова: Из русской прозы XIX в.: Для лиц, говорящих на фр. яз. / Сост., авт. предисл. и крит. справок А. Турков. — М.: Русский язык, 1975. — 428 с.
- Открытое время: Портреты. Проблемы. Полемика. — М.: Советский писатель, 1975. — 390 с.
- Путешествие по литературе Эстонии: (Заметки критика). — М.: Знание, 1975. — 62 с. — (Новое в жизни, науке, технике. Подписная научно-популярная серия «Литература»; № 9).
- Александр Блок. — М.: Советская Россия, 1976. — 136 с. — (Писатели Советской России).
- От Пушкина до Чехова = Von Puschkin bis Tschechow: Из русской прозы XIX в.: [Для лиц, говорящих на нем. яз] / Сост. авт. предисл. и критич. справок А. Турков. — М.: Русский язык, 1976. — 408 с.
- Высокое небо: Четыре портрета: [Пушкин, Гоголь, Чехов, Блок]. — М.: Детская литература, 1977. — 175 с.
- На тысячу ладов: Заметки литературного «болельщика». — Таллин: Ээсти раамат, 1977. — 182 с.
- Мера вещей: (Заметки о современной советской литературе). — М.: Знание, 1979. — 158 с. — (Народный университет. Факультет литературы и искусства).
- А. П. Чехов и его время. — М.: Художественная литература, 1980. — 402 с.
  - То же. 2-е изд., доп. и испр. — М.: Советская Россия, 1987. — 525 с.
  - То же. [3-е изд., доп. и испр.]. — [М.] : Geleos, 2003. — 462 с.
- Николай Заболоцкий: Жизнь и творчество. Пособие для учителей. — М.: Просвещение, 1981. — 143 с.
- Вечный огонь: Сборник статей. — М.: Современник, 1984. — 270 с.
- Фёдор Абрамов. — М.: Радуга, 1985. — 267 с.
- Александр Блок. Жизнь и творчество: Книга для чтения с комментариями на англ. яз. — М.: Русский язык, 1986. — 230 с.
- Борис Михайлович Кустодиев. — М.: Искусство, 1986. — 163 с. — (Жизнь в искусстве).
  - Борис Михайлович Кустодиев. — М.: Терра, 1998. — 256 с. — (Мастера).
- Фёдор Абрамов: Очерк. — М.: Советский писатель, 1987. — 235 с.
- Неоконченные споры: Статьи. — М.: Правда, 1989. — 47 с. — (Б-ка «Огонёк»).
- Время и современники: Статьи о современной России и русской литературе. — М.: Новый ключ, 2004. — 415 с.
- Что было на веку…: Странички воспоминаний. — М.: МИК, 2009. — 351 с.
- Александр Твардовский. — М.: Молодая гвардия, 2010. — 408 с. — (Жизнь замечательных людей. Серия биографий. Малая серия; Вып. 6).
- Путеводитель по «Книге про бойца» А. Твардовского «Василий Тёркин» = Guide on book about a soldier A. Tvardovsky’s «Vasily Tyorkin»: учебное пособие. — М.: Изд-во Московского ун-та, 2012. — 123 с. — (Школа вдумчивого чтения).
- На последних верстах: Книги. Судьбы. Споры. — М.: Новый ключ, 2014. — 238 с.

## Награды и премии
- Орден Отечественной войны I степени
- Орден Дружбы (2000) — за заслуги перед государством, многолетнюю плодотворную деятельность в области культуры и искусства, большой вклад в укрепление дружбы и сотрудничества между народами[2]
- Премия Правительства Российской Федерации в области культуры (02.03.2012) — за книгу «Твардовский» из серии ЖЗЛ[3]
- Лауреат литературной премии имени А. Т. Твардовского (2006)